# Charley Nako
Charley Nako est un homme politique vanuatais.

## Biographie
Il naît dans ce qui est alors le condominium franco-britannique des Nouvelles-Hébrides, actuel Vanuatu. Originaire de Tanna, il est scolarisé dans une école publique coloniale française, et devient instructeur agricole dans le service public colonial. 
Lorsque la colonie s'approche de l'indépendance sous la domination politique du Vanua'aku Pati (anglophone, protestant et prônant une centralisation des pouvoirs politiques à Port-Vila), il co-fonde et dirige avec Jean-Marie Léyé et Alexis Yolou le mouvement TAFEA, qui rejette l'autorité du Vanu'aku Pati et des Églises protestantes, proclame une nation couvrant les îles méridionales de l'archipel - Tanna, Anatom, Futuna, Erromango et Aniwa -, et demande que le futur État vanuatais soit une confédération et non un État unitaire. Charley Nako adhère par ailleurs au mouvement Kapiel, qui se revendique du respect de la coutume autochtone de Tanna. Ce mouvement s'inscrit dans l'alliance des « partis modérés », partis francophones souhaitant retarder l'indépendance de la colonie et promouvoir une forte décentralisation politique. C'est avec l'étiquette du Kapiel et dans ce cadre que Charley Nako est élu député de Tanna à l'Assemblée représentative des Nouvelles-Hébrides lors des élections législatives de 1977, remportées par les « modérés » uniquement en raison d'un boycott par le Vanua'aku Pati, et réélu lors des élections législatives de novembre 1979, élections largement remportées par le Vanua'aku Pati,. 
En février 1980, il se rend à Paris avec Alexis Yolou (député du mouvement John Frum) et Jean-Marie Léyé (chef de file des « modérés ») pour arguer que les résultats des élections ont été falsifiés et pour plaider le droit des Tannais à l'auto-détermination ; sans succès. Les mouvements Kapiel et John Frum déclarent alors l'indépendance de la nation Taféa. En réponse, le gouvernement néo-hébridais, dirigé par Walter Lini du Vanua'aku Pati, fait arrêter vingt-huit responsables de cette sécession. Le 11 juin à 3 heures du matin, Charley Nako, Alexis Yolou et d'autres militants « modérés » s'approchent du poste de police où ils sont détenus. Les ayant vu venir, des membres du Vanua'aku Pati les attendent aux côtés de policiers autochtones et du ministre des Affaires sociales, Willie Korisa. Yolou et Korisa se saluent et discutent, Yolou demandant la libération des prisonniers et Korisa refusant. Yolou retourne à ses camarades et leur enjoint de quitter les lieux au moins provisoirement. Des hommes armés du Vanua'aku Pati ouvrent alors le feu sur les modérés, blessant treize d'entre eux et tuant Alexis Yolou de plusieurs balles dans le dos,. 
Les Nouvelles-Hébrides deviennent indépendantes sous la direction de Walter Lini le 30 juillet 1980, répriment rapidement les mouvements sécessionnistes sur les îles de Tanna et d'Espiritu Santo, et l'ensemble des députés « modérés » sont arrêtés et inculpés pour complicité dans ces mouvements - ou, dans le cas des députés Georges Cronsteadt et Guy Prévot qui ont la nationalité française, déchus de leur mandat et expulsés du pays. Condamné à une peine de prison avec sursis pour émeute et incitation à l'émeute lors des événements à Tanna, Charley Nako est le seul à ne pas être condamné à une peine de prison ferme, et se retrouve ainsi unique député d'opposition restant au Parlement de Vanuatu,.
Charley Nako ne se représente pas aux élections de 1983. Il effectue son retour en politique en étant une nouvelle fois élu député de Tanna à élections de 1991, comme candidat de l'Union des partis modérés. Menée par Maxime Carlot Korman, l'Union remporte les élections, et Charley Nako est nommé ministre de l'Intérieur. C'est la première alternance politique au pouvoir depuis l'indépendance et, au nom de la réconciliation nationale, il décrète pour Noël 1991 la libération de toutes les personnes en prison.
En tant que ministre de l'Intérieur, durant la première moitié des années 1990 il pilote la mise en oeuvre de la politique de décentralisation longtemps voulue par les modérés. Il en résulte en 1994 la création des provinces du Vanuatu, dont la province de Taféa, et de leurs subdivisions administratives. Il est réélu député en 1995, mais ces élections produisent un gouvernement mené par une faction dissidente de l'UPM, et Charley Nako n'est pas reconduit à son ministère. Il est battu dans sa circonscription aux élections anticipées de 1998.
En 2010, il co-fonde le parti Mouvement de réunification pour le changement avec Charlot Salwai et Vincent Boulekone. Il meurt en décembre 2019.